# Bochil
Bochil est une municipalité du Chiapas, au Mexique. Elle couvre une superficie de 372,7 km2 et compte 34 997 habitants en 2015.